# Numeniosz (költő)
Numeniosz (Tarszosz, ? – ?) görög epigrammaköltő.
Tarszoszi származásán kívül mást nem tudunk róla. Alig néhány költeménye maradt fenn, ezeket az Anthologia Graeca őrzi. Egy műve:
Márkosz már tosz. Miért izgatna betűnyi különbség?
Olvasgatni sosem vágytam ezüst fenekét!